# アーロン・ジャッジ
アーロン・ジェームズ・ジャッジ（Aaron James Judge、1992年4月26日 - ）は、アメリカ合衆国カリフォルニア州サンホアキン郡リンデン出身のプロ野球選手（外野手）。右投右打。MLBのニューヨーク・ヤンキース所属。愛称はオール・ライズ（All Rise）。
ア・リーグ歴代シーズン最多本塁打記録を更新し、毎シーズン並外れたWARやOPSを記録するなど、MLBにおいて現役最高の野球選手の1人。
2023年からヤンキースの第16代キャプテンを務める。

## 経歴

### プロ入り前
2010年のMLBドラフト31巡目（全体935位）でオークランド・アスレチックスから指名されたが、カリフォルニア州立大学フレズノ校へ進学した。進学後の2011年には55試合に出場し、1年目ながら打率.358を記録。同年のルイビル・スラッガー社が選ぶ「Freshmen All-American Baseball Team」に選出された。3年間で165試合に出場し、打率.346、17本塁打、92打点、35盗塁だった。

### プロ入りとヤンキース時代
2013年のMLBドラフト1巡目追補（全体32位）でニューヨーク・ヤンキースから指名され、7月12日に契約。
2014年3月31日にA級チャールストン・リバードッグスへ異動し、4月3日のオーガスタ・グリーンジャケッツ戦で「3番・右翼手」で先発起用されプロデビュー。A級チャールストンでは65試合に出場し、打率.333、9本塁打、45打点、1盗塁と活躍。サウス・アトランティックリーグのオールスターゲームに選出された。6月19日にA+級タンパ・ヤンキースへ昇格。A+級タンパでは66試合に出場し、打率.283、8本塁打、33打点の成績を記録した。オフにはヤンキース傘下選手対象のオールスターチームに選出された。
2015年は自身初めてスプリングトレーニングに招待選手として参加した。開幕はAA級トレントン・サンダーで迎えた。63試合に出場。打率.284、12本塁打、44打点、1盗塁の成績で、6月22日にAAA級スクラントン・ウィルクスバリ・レイルライダースへ昇格。7月にはオールスター・フューチャーズゲームに選出されている。AAA級スクラントン・ウィルクスバリでは61試合に出場し、打率.224、8本塁打、28打点、6盗塁だった。9月11日にはベースボール・アメリカ誌が選ぶAA級オールスターチームに選出された。
2016年もメジャーのスプリングトレーニングに参加。AAA級スクラントン・ウィルクスバリで開幕を迎え、8月13日にメジャー契約を結んでアクティブ・ロースター入りした。メジャーデビューとなった同日のタンパベイ・レイズ戦では「8番・右翼手」で先発出場して相手先発のマット・アンドリースから初打席初本塁打を放った。また、前を打つ7番打者の同じくこの日がメジャーデビューのタイラー・オースティンも初打席初本塁打を放ち、1試合2本のMLB初打席初本塁打というMLB史上初の快挙を達成した。シーズンでは84打数で4本塁打を記録した一方、打率は.179、42三振を喫した。
2017年は打撃コーチのアラン・コックレルの徹底的な指導を受け、前年の課題を克服、一気に大ブレイクを果たした。4月・5月・6月に連続してルーキー・オブ・ザ・マンスに選出され、5月には雑誌スポーツ・イラストレイテッドの表紙を飾った。特に6月は打率.324、10本塁打の活躍でプレイヤー・オブ・ザ・マンスも初受賞。前半戦のみで打率.329、30本塁打、66打点を記録する大活躍（特に「新人による前半戦30本塁打以上」は1987年のマーク・マグワイアが記録して以来30年ぶり）を見せ、オールスターゲームにア・リーグ最多得票で初選出。また本塁打競争にも参加し、優勝を果たした。7月5日のトロント・ブルージェイズ戦でマルコ・エストラーダからシーズン29本塁打を記録し、ジョー・ディマジオが1936年に樹立した球団新人本塁打記録である29本に並んだ。7月7日のミルウォーキー・ブルワーズ戦で5回にジョシュ・ヘイダーからシーズン30本塁打を記録し、ディマジオが持つ球団新人本塁打記録を抜いて球団新人本塁打記録を更新した。7月27日のレイズ戦でチームメイトのサヨナラ本塁打を祝福した際に前歯が折れるハプニングがあったが、翌日以降もゲームには出場した。しかし後半戦以降、特に8月に入ると打撃不振に陥り、8月は月間打率1割台、本塁打も3本に留まり、7月8日から8月22日まで37試合連続三振を喫して、野手のメジャーワースト記録を更新した。しかし9月に入ると復調し、9月20日のミネソタ・ツインズ戦でシーズン100打点に到達。球団新人史上4人目となるシーズン100打点を記録すると同時に、球団史上8人目となるシーズン100得点・100打点・100四球を記録した。さらに9月25日のカンザスシティ・ロイヤルズ戦でシーズン49号本塁打を記録し、1987年にマーク・マグワイアが記録した新人シーズン本塁打記録に並び、同日中にトレバー・ケーヒルから2本目となるシーズン50号本塁打を記録し、新人シーズン本塁打記録を更新した。9月は月間打率.311、15本塁打を記録して6月以来シーズン4度目のルーキー・オブ・ザ・マンスと、2度目のプレイヤー・オブ・ザ・マンスを受賞した。シーズンでは打率.284、52本塁打、114打点を記録。本塁打は2位に9本の差をつけてのリーグ1位、打点はリーグ2位、出塁率、長打率はMLB3位を記録した。また、208三振もMLB1位だが、同時に127四球を記録し、これはリーグ1位の記録である。また、ヤンキーススタジアムで33本の本塁打を記録し、1921年に達成したベーブ・ルースの記録も更新した。初めてのポストシーズンでは、初戦のツインズとのワイルドカードゲームで本塁打を記録し、勝利に貢献した。アストロズとのアメリカンリーグチャンピオンシップシリーズ（ALCS）でも3本塁打を記録したが、チームは敗退した。オフにロサンゼルス・ドジャースのコディ・ベリンジャーとともに、満票での新人王受賞となった。MVPの投票ではヒューストン・アストロズのホセ・アルトゥーベに大差で敗れ、次点となった。11月20日には左肩の遊離体除去とクリーニングを目的とした関節鏡視下手術を受けた。2018年のスプリングトレーニングには間に合う見通しだった。
2018年3月31日に自身初の中堅手での先発出場を経験する。身長201cmと最も身長が高く、また体重128kgと最も体重が重い選手が中堅手のポジションで出場するのはMLB史上初めてである。4月16日に本塁打を打ち、通算197試合で通算60本塁打を達成し、202試合で達成したマーク・マグワイアより速い記録となった。6月5日に1試合5三振となるプラチナ・ソンブレロを達成したが、さらに重要なことはデトロイト・タイガース戦でのダブルヘッダーでの内、9打席（5打席は2試合目）で8三振を達成し新記録を打ち立てたことである。ダブルヘッダーで8三振は1910年のナショナルリーグと1913年のアメリカンリーグの打者以来MLB初の記録だった。6月29日にホーム球場であるヤンキースタジアムの134試合目で50本塁打を打ったため、ホーム球場で50本塁打に到達するのが最も速い選手となった。前の記録はアトランタ・ブレーブスに所属していた、ボブ・ホーナーの138試合だった。打率.277、25本塁打、58打点を記録したため、オールスターゲームの先発外野手に選出された。ヤンキースでの1年目と2年目それぞれでオールスターゲームの先発出場に選出されるのは、ベーブ・ルース、ルー・ゲーリッグ、ジョー・ディマジオ、レフティ・ゴメスに続いて歴代5人目である。2回には本塁打を打ち、ヤンキースでは1956年のミッキー・マントル以来オールスターゲームで最も本塁打を若くして打った選手となった。7月26日にカンザスシティ・ロイヤルズの投手のジェイコブ・ジュニスから93マイル（約150km）の速球を両手首に受け、4回に球場を後にした。その後、MRIとCT検査を受けた結果、両手の手首の骨が尺骨茎状突起の骨折になっていることが判明した。手術は避けられないため、当初は回復には3週間を要する見込みだったが、故障の回復には長期を要し、結果2カ月かかった。9月18日のボストン・レッドソックス戦で先発出場を果たし、スタンディングオベーションを受けた。9月28日のレッドソックス戦ではレッドソックスの本拠地であるフェンウェイ・パークのグリーン・モンスターを越える打球を放ち、故障明け初の本塁打を打った。ヤンキースは2018年シーズンにチーム記録となる264本塁打だったが、その打球はMLBで最も速い94.7マイル=約152kmの打球だった。レギュラーシーズンでは112試合の出場で、打率.278、27本塁打、67打点、6盗塁、OPS.919という成績を記録した。ポストシーズンでは、ヤンキース打線が低調な中で3試合連続本塁打を放った。
2019年は開幕からチームに故障者が立て続けに出る中、4月20日のロイヤルズ戦で左腹斜筋を負傷し、約2カ月離脱した。8月25日のロサンゼルス・ドジャース戦では試合前にファンと約束した本塁打を実現したことが話題になった。同27日のシアトル・マリナーズ戦で菊池雄星から史上3番目の速さで通算100号本塁打を放った。9月8日のレッドソックス戦では、球団記録を塗り替えるチーム全体のシーズン268本塁打目を打った。最終的に102試合に出場して打率.272、27本塁打、55打点の成績を記録した。
2020年はCOVID-19の影響で60試合の短縮シーズンとなる。右脹脛の負傷で故障者リスト入りした影響で28試合の出場で打率.257、9本塁打、22打点に留まった。
2021年では3シーズンぶりに健康にシーズンを過ごした。5月17日にはプレイヤー・オブ・ザ・ウィークに選出された。7月1日に通算3度目となるオールスターゲームに選出された。オールスターゲーム前日の7月12日に「4番・右翼手」で先発出場することが発表された。7月13日に開催されたオールスターゲームには先発出場したが、5回裏にレンジャーズのジョーイ・ギャロと変わった。オフの11月23日に自身初めてオールMLBチームのファーストチーム外野手の1人に選出された。
2022年は6月に年俸調停を回避して1年総額1900万ドルで合意した。4月に打率.293、6本塁打と順調なスタートをきると5月に12本塁打、6月に11本塁打、7月に13本塁打と3カ月連続で2桁本塁打を記録するなど驚異的なペースで本塁打を量産。7月30日カンザスシティ・ロイヤルズ戦の2回裏に671試合目という史上2位のスピードで通算200号本塁打を記録。
9月20日のパイレーツ戦の9回裏にウィル・クロウから左翼スタンドへ運ぶ本塁打を放ち、史上6人目、MLB21年ぶりとなる60本塁打に到達した。さらに、シーズン最終節となった10月4日のテキサス・レンジャーズ戦、ダブルヘッダー2試合目の第1打席でヘスス・ティノコから本塁打を放ち、ロジャー・マリスのアメリカン・リーグ最多本塁打記録を更新する62本塁打に到達した。過去にジャッジを上回るシーズン63本塁打以上を記録したサミー・ソーサ、マーク・マグワイア、バリー・ボンズは全員禁止薬物使用歴があり、「ジャッジの62本塁打こそが真のシーズン最多本塁打記録」と評価するメディアもあった。この年は157試合に出場し、惜しくも打撃三冠こそ逃したが、リーグ2位の打率.311、62本塁打、131打点で本塁打王と打点王のタイトルを獲得。OPS+211、WPA8.1など、数多くの指標でもリーグトップを記録し、中でもfWAR11.5は歴代17位であり、これを上回るのは、MLB史上でもベーブ・ルース、バリー・ボンズ、ルー・ゲーリッグ、ロジャース・ホーンスビー、ホーナス・ワグナー、テッド・ウィリアムズ、ミッキー・マントル、タイ・カッブの8人のみ。さらにwRC+207は歴代20位であり、これを上回るのは、MLB史上でもボンズ、ルース、ウィリアムズ、ホーンスビー、マントル、ゲーリッグの6人のみ。球史全体でも指折りの傑出度を誇る打棒で、歴史的なシーズンを送り、老舗専門誌『Baseball Digest』の年間最優秀選手賞、老舗メディア『Sporting News』の年間最優秀選手、MLBPAの選手間投票で選出される年間最優秀選手とア・リーグ最優秀野手、ハンク・アーロン賞、シルバースラッガー賞と各賞で総なめ状態となった。11月18日には、BBWAAの記者投票により選出されるア・リーグ最優秀選手賞が発表され、1位票28、2位票2の計410ポイントで自身初のMVPを受賞した。その他、オールMLBファーストチームの外野手（2年連続2度目）、タイム誌の最優秀アスリートにも選出された。オフの11月6日にFAとなった。
12月20日に9年総額3億6000万ドルでヤンキースと再契約を結んだ。年平均4000万円ドルは野手史上最高額、契約総額3億6000万円ドルはFA選手史上最高額であった。同日、復帰会見を行い、ジーター以来となる第16代目キャプテンに就任することも発表された。
2023年はヤンキースタジアムでの開幕戦で初打席本塁打を放ち、5月には週間MVPと月間MVPを獲得した。しかし、6月3日のドジャース戦で守備時に負傷して42試合を欠場し、オールスターゲームは辞退した。8月23日のワシントン・ナショナルズ戦と9月22日のアリゾナ・ダイヤモンドバックス戦で3本塁打を記録し、1シーズンに複数回の1試合3本塁打を放った球団史上初の選手となった。全体では109試合の出場に留まったが、打率.267、37本塁打、75打点、OPS1.019の成績を記録した。オフには慈善活動への功績が認められてロベルト・クレメンテ賞を受賞した。
2024年はスロースタートで、4月を打率.207で終え、5月4日のデトロイト・タイガース戦では判定に抗議してキャリア初の退場処分を受けた。それでも、この後から打撃成績が急上昇し、5月、6月、8月には週間MVPと月間MVPを獲得した。オールスターゲームに最多得票で選出されたほか、8月14日のシカゴ・ホワイトソックス戦でMLB史上最速となる955試合3431打席での300本塁打を達成した。同14日には通算1000本安打に到達した。好転の理由について、本人は好転の理由は打席での構え方変えたことだと分析している。9月には少し調子を落としたが、全体では158試合に出場し、打率.322（リーグ3位）、58本塁打（同1位）、144打点（同1位）、OPS1.159（同1位）と圧倒的な成績を記録した。長打率.701は20年ぶりの7割超えであった。しかし、ポストシーズンになると深刻な不調に陥り、PS全体で打率.184、三振率31.3%に終わった。さらに、ロサンゼルス・ドジャースとのワールドシリーズでは王手をかけられた第5戦において飛球を落球し、この回逆転されてチームは敗北した。オフには満票で2度目のシーズンMVPに選出された。
2025年はシーズン途中の4月14日に翌年3月に開催される第6回WBCのアメリカ合衆国代表の主将を務めることが発表された。

## 選手としての特徴

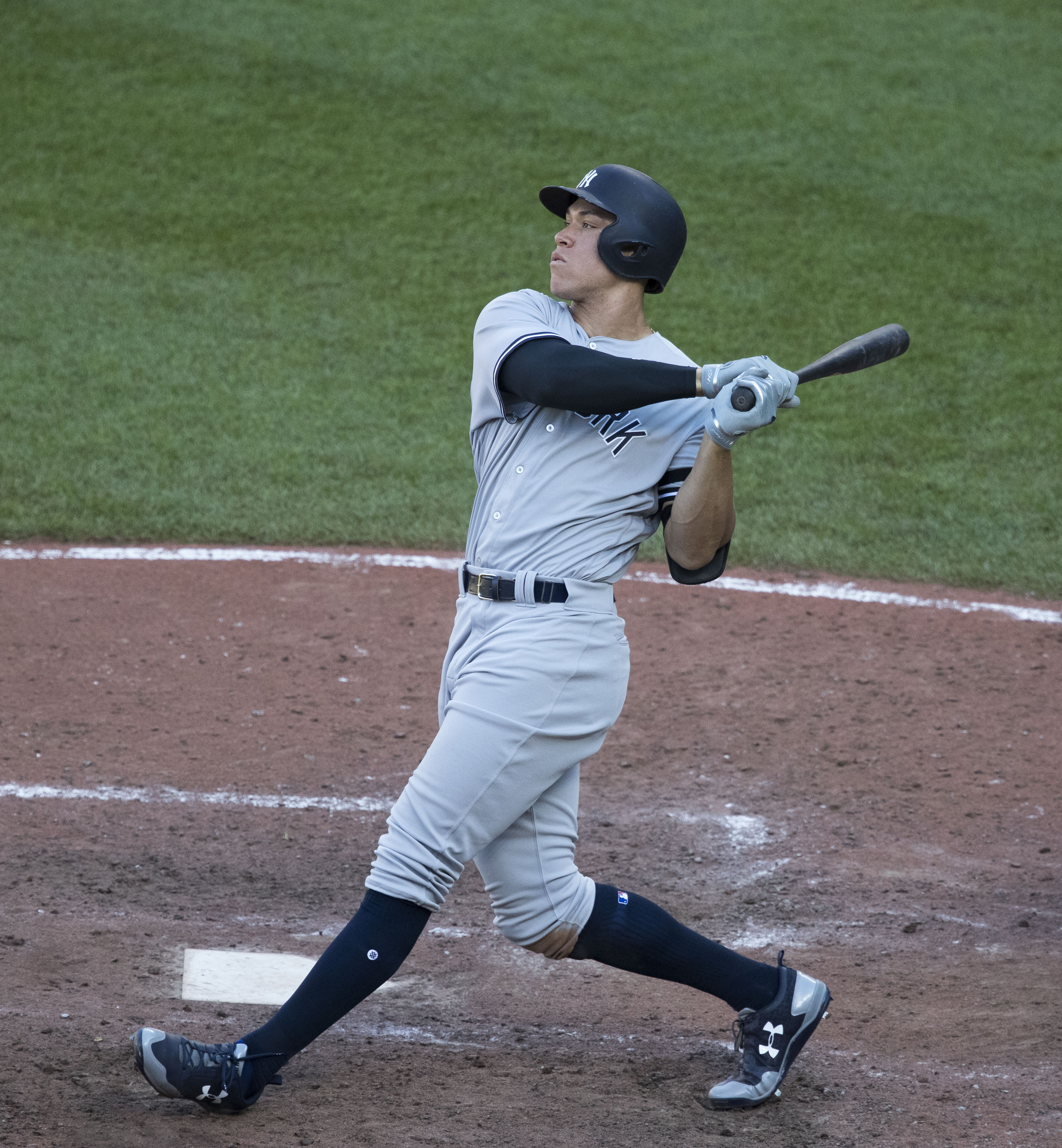
打撃時のジャッジ

身長201cm・体重128kgの恵まれた身体を持ち、同様の体格を持つ長距離砲ジャンカルロ・スタントンと比較される逸材。高校時代から野球、アメリカンフットボール、バスケットボールで活躍していた。アメリカンフットボールでは、強豪ノートルダム大学を含む複数の大学から勧誘されるほどだったが、一番好きな野球の道を選んだ。大学進学後にはルイビル・スラッガー社が選ぶ「Freshmen All-American Baseball Team」に選出されるなど注目を集め、2013年のMLBドラフトでは1巡目で指名された。当時から天性のパワーへの期待と同時に懸念されていたのが三振率の高さであり、2016年8月のMLB昇格後は27試合、84打数で42三振を記録。打率は.179とMLBの高い壁にぶつかった。翌2017年シーズンに向けて、打撃コーチのアラン・コックレルと共に下半身を安定させることに取り組み、開幕から目覚ましい活躍を見せた。打撃だけでなく守備でもチームを救うプレーを披露し、前半戦途中の段階から新人王やMVPの有力候補として名前が挙げられていた。
ジャッジが2022年にシーズン本塁打アメリカン・リーグ最多記録更新を達成した際、二宮清純は自身のコラムで「ドーピング検査と罰則制度の厳格化により、2001年にボンズさんが樹立したMLB記録の73本を超えることは、もう不可能ではないか、という声もありましたが、今のジャッジ選手の充実ぶりを見ていると、そうとも言い切れない気がします」とまで期待を寄せた。

## 人物
生後2日後に養子として、ともに体育教師であるパティとウェイン・ジャッジ夫妻に迎えられた。非常に家族仲が良く、ジャッジのInstagramには、マイナーリーグ時代から彼をサポートする両親の写真が複数アップロードされている。「多くの子供達は母親の胎内で育てられるが、僕は母の心の中で育てられた」と語っている。彼が養子であることを知ったのは、10歳か11歳の時で、理由は両親と外見が似ていないことに気づいたからである。しかし、両親の大きな愛の中で育ってきたため、これまで1度たりとも産みの親を知りたいと思ったことはない。また、同じく養子として引き取られたアジア系のジョン・ジャッジという兄がおり、現在は韓国で英語教師をしている。
穏やかな性格として知られており、ヤンキースタジアムの外野では子供とキャッチボールをするジャッジの姿がよく見られる。
愛称であるオール・ライズ（All Rise）はアメリカ合衆国の裁判官（judge）が開廷する際に廷吏がall rise（全員起立）と言い放つことから来ている。スポーツ・イラストレイテッドの表紙に同文字が記載されたことをキッカケとして、裁判官の衣装で球場を訪れるファンと共に徐々に広まりをみせた。ジャッジが本塁打を打つなどして活躍した日は実況から「ジャッジメントデイ（審判の日）」と呼ばれており、頭角を現した2017年からはヤンキースタジアムの1コーナーに「ジャッジズ・チェンバーズ（裁判官執務室）」と言われる専用の席が特設された。このエリアはファンの中から毎回抽選で選ばれている。
一般にクリーンな選手として知られ、取り分け2022年のシーズン本塁打アメリカン・リーグ最多記録更新はドーピング疑惑と無縁の選手としての記録という点で高く評価されている。
敬虔なクリスチャンとして知られている。Twitterアカウントの紹介文には、「クリスチャン、信仰、家族そして野球」と書かれている。アメリカンリーグ最多本塁打記録更新前にも、「自分の状態が十分に良く、神の御心であれば、達成可能だろう」と述べた。また、好きな聖書の箇所で、コリントの信徒への手紙二第5章7節「確かに、私たちは見るところによってではなく、信仰によって歩んでいます」を挙げて、「自分はいつもこの言葉に沿って歩み、人知を超えた存在を信じ従っている。角を曲がった先に何が待ち受けているかは誰も分からないけど、信仰を持っていれば、正しい方向へと自然と導かれていくんだ」と語っている。
2021年オフに高校時代から交際していた女性と結婚した。

## 詳細情報

### 年度別打撃成績
| 年 度    | 球 団    | 試 合 | 打 席 | 打 数 | 得 点 | 安 打 | 二 塁 打 | 三 塁 打 | 本 塁 打 | 塁 打 | 打 点 | 盗 塁 | 盗 塁 死 | 犠 打 | 犠 飛 | 四 球 | 敬 遠 | 死 球 | 三 振 | 併 殺 打 | 打 率 | 出 塁 率 | 長 打 率 | O P S |
| -------- | -------- | ----- | ----- | ----- | ----- | ----- | -------- | -------- | -------- | ----- | ----- | ----- | -------- | ----- | ----- | ----- | ----- | ----- | ----- | -------- | ----- | -------- | -------- | ----- |
| 2016     | NYY      | 27    | 95    | 84    | 10    | 15    | 2        | 0        | 4        | 29    | 10    | 0     | 1        | 0     | 1     | 9     | 0     | 1     | 42    | 2        | .179  | .263     | .345     | .608  |
| 2017     | NYY      | 155   | 678   | 542   | 128   | 154   | 24       | 3        | 52       | 340   | 114   | 9     | 4        | 0     | 4     | 127   | 11    | 5     | 208   | 15       | .284  | .422     | .627     | 1.049 |
| 2018     | NYY      | 112   | 498   | 413   | 77    | 115   | 22       | 0        | 27       | 218   | 67    | 6     | 3        | 0     | 5     | 76    | 3     | 4     | 152   | 10       | .278  | .392     | .528     | .919  |
| 2019     | NYY      | 102   | 447   | 378   | 75    | 103   | 18       | 1        | 27       | 204   | 55    | 3     | 2        | 0     | 1     | 64    | 4     | 3     | 141   | 11       | .272  | .381     | .540     | .921  |
| 2020     | NYY      | 28    | 114   | 101   | 23    | 26    | 3        | 0        | 9        | 56    | 22    | 0     | 1        | 0     | 0     | 10    | 0     | 2     | 32    | 5        | .257  | .336     | .554     | .891  |
| 2021     | NYY      | 148   | 633   | 550   | 89    | 158   | 24       | 0        | 39       | 299   | 98    | 6     | 1        | 0     | 5     | 75    | 2     | 3     | 158   | 16       | .287  | .373     | .544     | .916  |
| 2022     | NYY      | 157   | 696   | 570   | 133   | 177   | 28       | 0        | 62       | 391   | 131   | 16    | 3        | 0     | 5     | 111   | 19    | 6     | 175   | 14       | .311  | .425     | .686     | 1.111 |
| 2023     | NYY      | 106   | 458   | 367   | 79    | 98    | 16       | 0        | 37       | 225   | 75    | 3     | 1        | 0     | 3     | 88    | 9     | 0     | 130   | 5        | .267  | .406     | .613     | 1.019 |
| 2024     | NYY      | 158   | 704   | 559   | 122   | 180   | 36       | 1        | 58       | 392   | 144   | 10    | 0        | 0     | 2     | 133   | 20    | 9     | 171   | 22       | .322  | .458     | .701     | 1.159 |
| MLB：9年 | MLB：9年 | 993   | 4323  | 3564  | 736   | 1026  | 173      | 5        | 315      | 2154  | 716   | 53    | 16       | 0     | 26    | 693   | 68    | 33    | 1209  | 100      | .288  | .406     | .604     | 1.010 |

- 2024年度シーズン終了時
- 各年度の太字はリーグ最高

### 年度別打撃成績所属リーグ内順位
| 年 度 | 年 齢 | リ ｜ グ   | 打 率 | 安 打 | 二 塁 打 | 三 塁 打 | 本 塁 打 | 打 点 | 盗 塁 | 出 塁 率 |
| ----- | ----- | ---------- | ----- | ----- | -------- | -------- | -------- | ----- | ----- | -------- |
| 2016  | 24    | ア・リーグ | -     | -     | -        | -        | -        | -     | -     | -        |
| 2017  | 25    | ア・リーグ | -     | -     | -        | -        | 1位      | 2位   | -     | 2位      |
| 2018  | 26    | ア・リーグ | -     | -     | -        | -        | -        | -     | -     | -        |
| 2019  | 27    | ア・リーグ | -     | -     | -        | -        | -        | -     | -     | -        |
| 2020  | 28    | ア・リーグ | -     | -     | -        | -        | -        | -     | -     | -        |
| 2021  | 29    | ア・リーグ | -     | -     | -        | -        | 8位      | -     | -     | 4位      |
| 2022  | 30    | ア・リーグ | 2位   | 5位   | -        | -        | 1位      | 1位   | -     | 1位      |
| 2023  | 31    | ア・リーグ | -     | -     | -        | -        | 4位      | -     | -     | 4位      |
| 2024  | 32    | ア・リーグ | 3位   | 5位   | 6位      | -        | 1位      | 1位   | -     | 1位      |

- - は10位未満（打率、出塁率は規定打席未到達の場合も-と表記）
- 太字はMVP受賞

### ポストシーズン打撃成績
| 年 度     | 球 団     | シ リ ｜ ズ | 試 合 | 打 席 | 打 数 | 得 点 | 安 打 | 二 塁 打 | 三 塁 打 | 本 塁 打 | 塁 打 | 打 点 | 盗 塁 | 盗 塁 死 | 犠 打 | 犠 飛 | 四 球 | 敬 遠 | 死 球 | 三 振 | 併 殺 打 | 打 率 | 出 塁 率 | 長 打 率 | O P S |
| --------- | --------- | ----------- | ----- | ----- | ----- | ----- | ----- | -------- | -------- | -------- | ----- | ----- | ----- | -------- | ----- | ----- | ----- | ----- | ----- | ----- | -------- | ----- | -------- | -------- | ----- |
| 2017      | NYY       | ALWC        | 1     | 5     | 4     | 3     | 2     | 0        | 0        | 1        | 5     | 2     | 0     | 0        | 0     | 0     | 1     | 0     | 0     | 0     | 0        | .500  | .600     | 1.250    | 1.850 |
| 2017      | NYY       | ALDS        | 5     | 24    | 20    | 1     | 1     | 1        | 0        | 0        | 2     | 2     | 0     | 0        | 0     | 4     | 0     | 0     | 0     | 16    | 0        | .050  | .208     | .100     | .308  |
| 2017      | NYY       | ALCS        | 7     | 28    | 24    | 5     | 6     | 2        | 0        | 3        | 17    | 7     | 0     | 1        | 0     | 0     | 4     | 0     | 0     | 11    | 1        | .250  | .357     | .708     | 1.065 |
| 2018      | NYY       | ALWC        | 1     | 4     | 3     | 2     | 2     | 1        | 0        | 1        | 6     | 2     | 0     | 0        | 0     | 0     | 2     | 0     | 0     | 2     | 0        | .667  | .750     | 2.000    | 2.750 |
| 2018      | NYY       | ALDS        | 4     | 18    | 16    | 4     | 6     | 0        | 0        | 2        | 12    | 2     | 0     | 0        | 0     | 0     | 2     | 0     | 0     | 2     | 0        | .375  | .444     | .750     | 1.194 |
| 2019      | NYY       | ALDS        | 3     | 14    | 9     | 3     | 3     | 0        | 0        | 0        | 3     | 0     | 0     | 0        | 0     | 0     | 4     | 0     | 0     | 1     | 0        | .333  | .538     | .333     | .872  |
| 2019      | NYY       | ALCS        | 6     | 28    | 25    | 3     | 6     | 0        | 0        | 1        | 9     | 2     | 2     | 0        | 0     | 0     | 3     | 0     | 0     | 10    | 0        | .240  | .321     | .360     | .681  |
| 2020      | NYY       | ALWC        | 2     | 11    | 9     | 1     | 1     | 0        | 0        | 1        | 4     | 2     | 0     | 0        | 0     | 0     | 2     | 0     | 0     | 4     | 0        | .111  | .273     | .444     | .717  |
| 2020      | NYY       | ALDS        | 5     | 24    | 21    | 2     | 3     | 0        | 0        | 2        | 9     | 3     | 0     | 0        | 0     | 1     | 2     | 0     | 0     | 6     | 1        | .143  | .208     | .429     | .637  |
| 2021      | NYY       | ALWC        | 1     | 4     | 4     | 0     | 1     | 0        | 0        | 0        | 1     | 0     | 0     | 0        | 0     | 0     | 0     | 0     | 0     | 0     | 0        | .250  | .250     | .250     | .500  |
| 2022      | NYY       | ALDS        | 5     | 21    | 20    | 4     | 4     | 0        | 0        | 2        | 10    | 3     | 1     | 0        | 0     | 0     | 1     | 0     | 0     | 11    | 0        | .200  | .238     | .500     | .738  |
| 2022      | NYY       | ALCS        | 4     | 17    | 16    | 1     | 1     | 0        | 0        | 0        | 1     | 0     | 0     | 0        | 0     | 0     | 1     | 0     | 0     | 4     | 0        | .063  | .118     | .063     | .180  |
| 2024      | NYY       | ALDS        | 4     | 18    | 13    | 2     | 2     | 1        | 0        | 0        | 3     | 0     | 1     | 0        | 0     | 0     | 5     | 0     | 0     | 5     | 1        | .154  | .389     | .231     | .620  |
| 2024      | NYY       | ALCS        | 5     | 23    | 18    | 4     | 3     | 0        | 0        | 2        | 9     | 6     | 0     | 0        | 0     | 2     | 2     | 1     | 1     | 8     | 1        | .167  | .261     | .500     | .761  |
| 2024      | NYY       | WS          | 5     | 23    | 18    | 2     | 4     | 1        | 0        | 1        | 8     | 3     | 1     | 0        | 0     | 0     | 4     | 0     | 1     | 7     | 0        | .222  | .391     | .444     | .836  |
| 出場：7回 | 出場：7回 | 出場：7回   | 58    | 262   | 220   | 37    | 45    | 6        | 0        | 16       | 99    | 34    | 5     | 1        | 0     | 3     | 36    | 1     | 2     | 86    | 4        | .205  | .318     | .450     | .768  |

- 2024年度シーズン終了時

### 年度別守備成績
| 年 度 | 球 団 | 中堅（CF） | 中堅（CF） | 中堅（CF） | 中堅（CF） | 中堅（CF） | 中堅（CF） | 左翼（LF） | 左翼（LF） | 左翼（LF） | 左翼（LF） | 左翼（LF） | 左翼（LF） | 右翼（RF） | 右翼（RF） | 右翼（RF） | 右翼（RF） | 右翼（RF） | 右翼（RF） |
| 年 度 | 球 団 | 試 合      | 刺 殺      | 補 殺      | 失 策      | 併 殺      | 守 備 率   | 試 合      | 刺 殺      | 補 殺      | 失 策      | 併 殺      | 守 備 率   | 試 合      | 刺 殺      | 補 殺      | 失 策      | 併 殺      | 守 備 率   |
| ----- | ----- | ---------- | ---------- | ---------- | ---------- | ---------- | ---------- | ---------- | ---------- | ---------- | ---------- | ---------- | ---------- | ---------- | ---------- | ---------- | ---------- | ---------- | ---------- |
| 2016  | NYY   | -          | -          | -          | -          | -          | -          | -          | -          | -          | -          | -          | -          | 27         | 35         | 2          | 1          | 0          | .974       |
| 2017  | NYY   | -          | -          | -          | -          | -          | -          | -          | -          | -          | -          | -          | -          | 141        | 265        | 5          | 5          | 2          | .982       |
| 2018  | NYY   | 1          | 1          | 0          | 0          | 0          | 1.000      | -          | -          | -          | -          | -          | -          | 90         | 170        | 9          | 3          | 2          | .984       |
| 2019  | NYY   | -          | -          | -          | -          | -          | -          | -          | -          | -          | -          | -          | -          | 92         | 177        | 7          | 0          | 0          | 1.000      |
| 2020  | NYY   | -          | -          | -          | -          | -          | -          | -          | -          | -          | -          | -          | -          | 25         | 45         | 1          | 0          | 1          | 1.000      |
| 2021  | NYY   | 23         | 40         | 2          | 0          | 0          | 1.000      | -          | -          | -          | -          | -          | -          | 114        | 206        | 8          | 3          | 2          | .986       |
| 2022  | NYY   | 78         | 162        | 3          | 0          | 1          | 1.000      | -          | -          | -          | -          | -          | -          | 73         | 113        | 3          | 0          | 0          | 1.000      |
| 2023  | NYY   | 18         | 44         | 0          | 0          | 0          | 1.000      | -          | -          | -          | -          | -          | -          | 54         | 86         | 2          | 1          | 0          | .989       |
| 2024  | NYY   | 105        | 248        | 4          | 0          | 2          | 1.000      | 5          | 14         | 0          | 0          | 0          | 1.000      | 8          | 17         | 0          | 0          | 0          | 1.000      |
| MLB   | MLB   | 225        | 495        | 9          | 0          | 3          | 1.000      | 5          | 14         | 0          | 0          | 0          | 1.000      | 624        | 1114       | 37         | 13         | 7          | .989       |

- 2024年度シーズン終了時
- 各年度の太字はリーグ最高

### タイトル
- 本塁打王：3回（2017年、2022年、2024年）
- 打点王：2回（2022年、2024年）

### 表彰
- シーズンMVP：2回（2022年、2024年）
- 新人王（2017年）
- シルバースラッガー賞（外野手部門）：4回（2017年、2021年、2022年、2024年）
- ハンク・アーロン賞：2回（2022年、2024年）
- ロベルト・クレメンテ賞：1回（2023年）
- フィールディング・バイブル・アワード：1回（2021年）
- ルーキー・オブ・ザ・マンス：4回（2017年4月 - 6月・9月）
- プレイヤー・オブ・ザ・マンス：9回（2017年6月・9月、2022年5月・7月・9月、2023年5月、2024年5月・6月・8月）
- プレイヤー・オブ・ザ・ウィーク：12回（2017年6月11日・9月24日、2020年8月2日、2021年5月16日、2022年7月24日・7月31日・10月5日、2023年5月21日・9月24日、2024年5月19日・6月9日・8月25日）
- オールMLBチーム[97]
  - ファーストチーム（外野手）：3回（2021年、2022年、2024年）
  - セカンドチーム（外野手）：1回（2023年）

### 記録
MiLB
- オールスター・フューチャーズゲーム選出：1回（2015年）
- サウス・アトランティックリーグ・オールスターゲーム選出：1回（2014年）
- インターナショナルリーグ・オールスターゲーム選出：1回（2016年）

MLB
- MLBオールスターゲーム選出：7回（2017年、2018年、2021年、2022年、2023年、2024年、2025年）
- 通算100本塁打：2019年8月27日、対シアトル・マリナーズ戦、1回裏に菊池雄星から先制2ラン
- 通算200本塁打：2022年7月30日、対カンザスシティ・ロイヤルズ戦 ※ライアン・ハワード（フィリーズ）の658試合についでMLB史上2位のスピード記録[98]。
- 通算300本塁打：2024年8月14日、対シカゴ・ホワイトソックス戦　※ラルフ・カイナー（パイレーツ）の1087試合目を抜いてMLB史上最速。
- 通算1000本安打：2024年8月26日、対ワシントン・ナショナルズ戦、9回表にホセ・A・フェレールから右安打（965試合目で到達）
- アメリカン・リーグ年間最多本塁打数：62（2022年）

### 新人記録
- 四球：127（新人記録）※従来の記録はビル・ジョイス（英語版）の123（1890年）
- 三振：208（同上）※従来の記録はクリス・ブライアントの199（2015年）
- 長打率：.627（同上）※従来の記録はマーク・マグワイアの.618（1987年）
- OPS：1.049（新人歴代2位）※1位はジョー・ジャクソンの1.058（1911年）

MLB
- 初打席本塁打：2016年8月13日、対タンパベイ・レイズ戦 マット・アンドリースから

### 背番号
- 99（2016年 - ）